# 橋本東インターチェンジ

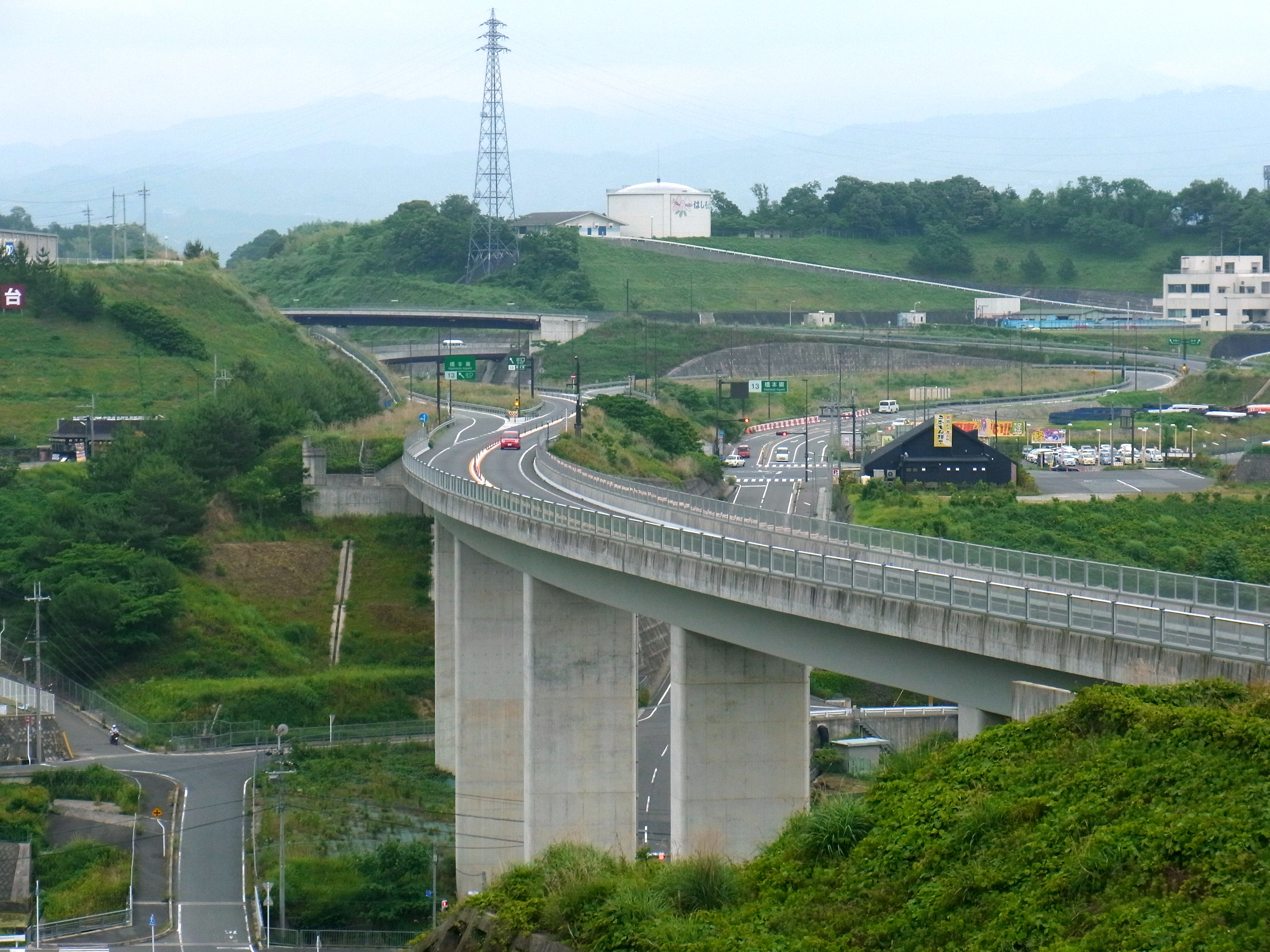
2012年、奥が東

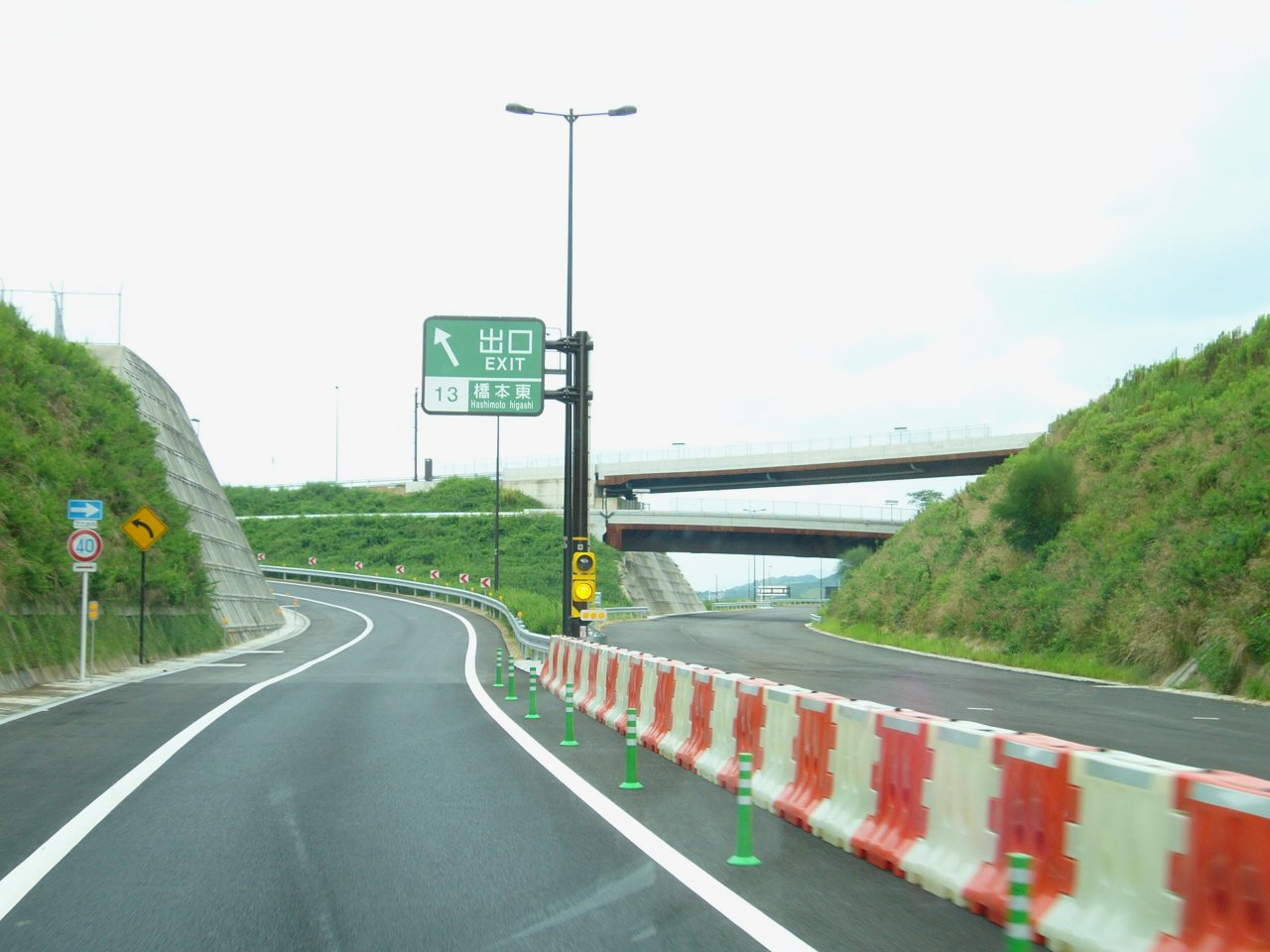
和歌山方面出口 未開通区間【右手】（当時）は封鎖されている（2006年7月16日）

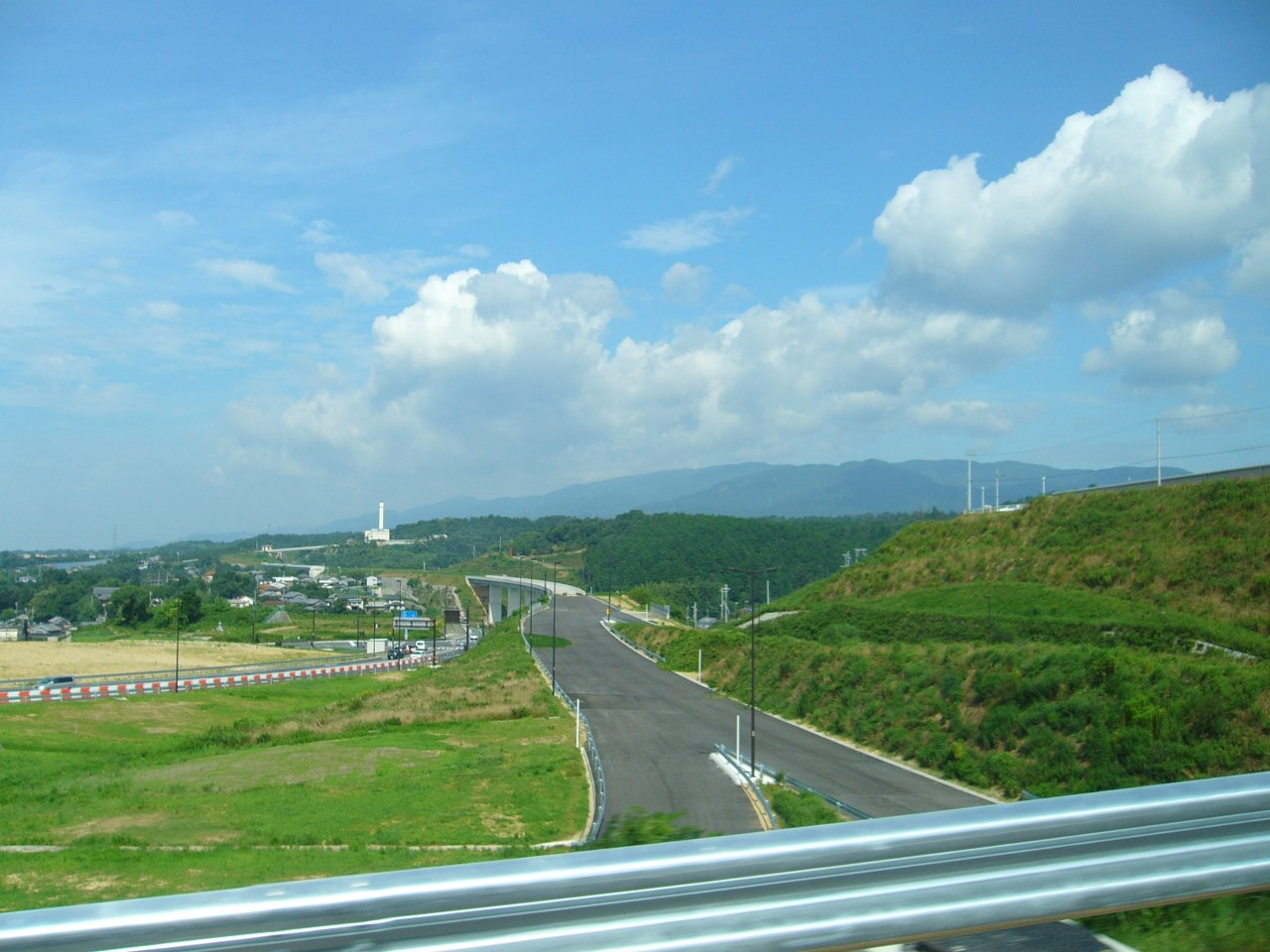
未開通区間（当時）を西望（2006年7月16日）

橋本東インターチェンジ（はしもとひがしインターチェンジ）は、和歌山県橋本市隅田町真土にある京奈和自動車道（橋本道路）のインターチェンジである。ハート型（立体Y型）のインターチェンジである。
2006年（平成18年）6月17日に五條IC-橋本東IC間開通に伴い供用開始。橋本IC-橋本東IC間は、2002年（平成14年）に完成した垂井高架橋にひび割れが多数発見され、国交省は橋桁（7径間連続）の取り壊しと再築を決定したが、施工業者の補修と効果監視の新提案が承認された上で工事が進み、2007年8月2日に開通した。

## 歴史
- 2006年（平成18年）6月17日：五條IC-橋本東IC間開通に伴い供用開始。
- 2007年（平成19年）8月2日：橋本東IC-橋本IC間が開通し、橋本道路全通。

## 周辺
- 彩の台（南海橋本林間田園都市）
- ダイナム和歌山橋本店
- ケイヨーデイツー
- オークワ オー・ストリート橋本彩の台
- ヤマダ電機和歌山橋本店（車で2分)
- 隅田駅
- 隅田八幡神社

## 接続する道路
- 橋本市道三石台垂井線（4車線 2005年（平成17年）4月全線開通）

南端は垂井東交差点で国道24号、北端は慶賀野橋東詰交差点（マクドナルド林間田園都市店前）で国道371号にそれぞれ接続する。このうち、三石台から慶賀野橋東詰交差点までの1.3kmは、国道371号橋本バイパス（4車線）の一部として利用されることが決定しており、工事が進んでいる。

## 料金所
無料区間のため設置されていない。

## 隣
E24 京奈和自動車道
(12)五條西IC -（奈良和歌山県境）- (13)橋本東IC - (14)橋本IC

## 関連記事
- 日本のインターチェンジ一覧
- 日本の高速道路一覧